# メリ
メリ（イタリア語: Merì）は、イタリア共和国シチリア州メッシーナ県にある、人口約2,300人の基礎自治体（コムーネ）。

## 地理

### 位置・広がり
メッシーナ県のコムーネ。県都メッシーナから西へ27kmの距離にある。

#### 隣接コムーネ
隣接するコムーネは以下の通り。
- ミラッツォ - 北
- サン・フィリッポ・デル・メーラ - 東
- サンタ・ルチーア・デル・メーラ - 南東
- バルチェッローナ・ポッツォ・ディ・ゴット - 南西